# Projection Kavrayskiy VII

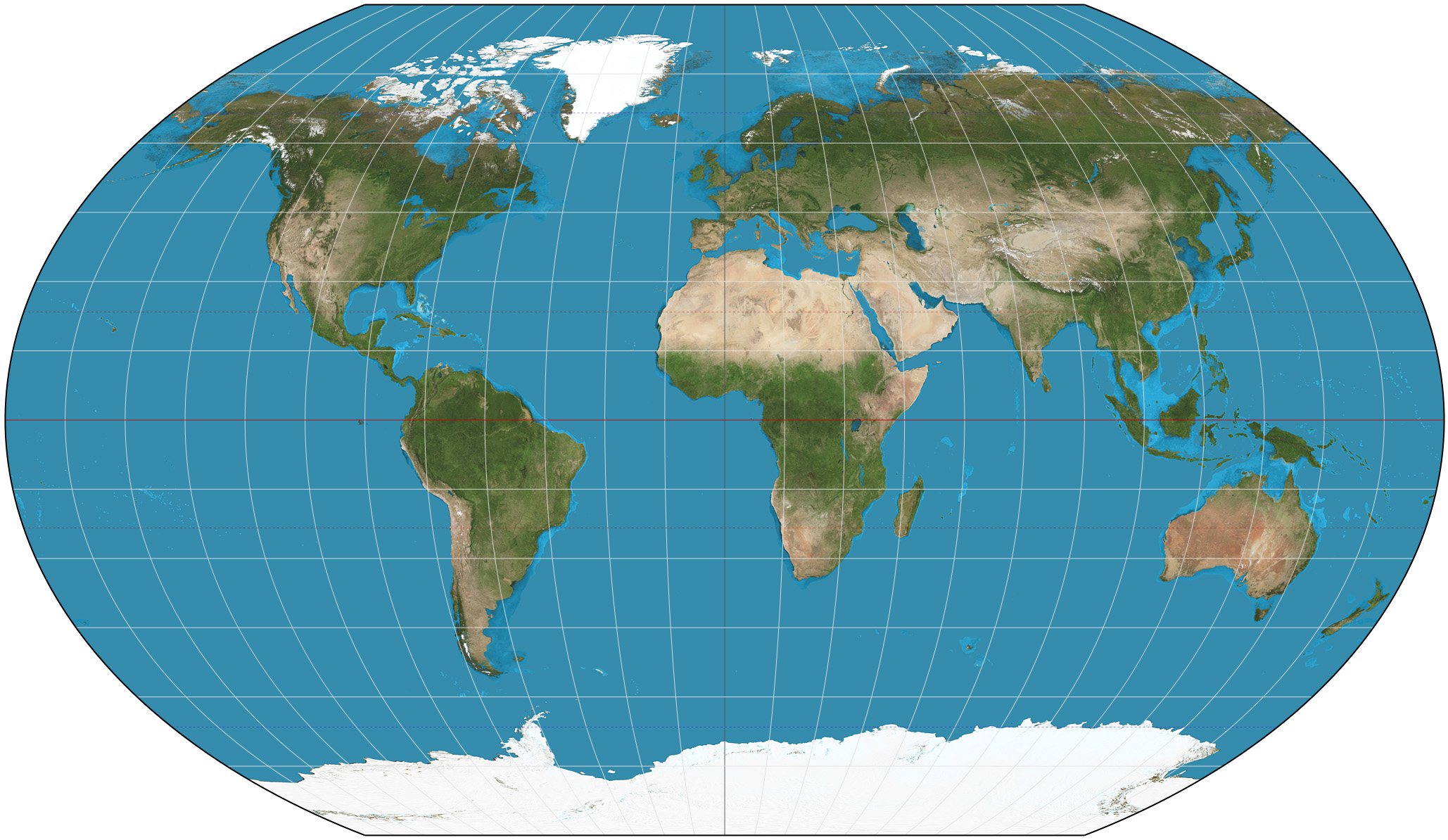
Projection Kavrayskiy VII de la Terre.

La projection Kavrayskiy VII avec les indicatrices de déformation de Tissot.

La projection Kavrayskiy VII est une projection cartographique présentée par le cartographe soviétique Vladimir V. Kavrayskiy en 1939, comme projection pseudo-cylindrique à usage général. Comme la projection de Robinson, elle a été conçue comme un compromis entre les projections conformes et équivalentes destinée à produire des cartes de bonne qualité avec une déformation généralement faible. À cet égard, elle obtient de bons résultats comparée à d'autres projections populaires telles que la projection de Winkel-Tripel,, et ce malgré des parallèles droites et régulièrement espacées ainsi qu'une formule simple. Cependant, la projection Kavrayskiy VII reste très peu utilisée en dehors de l'ex-Union soviétique. 

## Formule
La projection est définie par : 
{\displaystyle {\begin{aligned}x&={\frac {3\lambda }{2}}{\sqrt {{\frac {1}{3}}-\left({\frac {\varphi }{\pi }}\right)^{2}}}\\y&=\varphi \end{aligned}}}
où λ est la longitude et φ la latitude en radians.